# Patrick Graham
Patrick Graham (1º giugno 1968) è uno scrittore e consulente d'azienda francese naturalizzato statunitense.
Le sue grandi passioni sono la storia e lo studio delle religioni. Attualmente vive tra Parigi, New York e Roma.

## Biografia
È un appassionato di storia e studio delle religioni, che lo ispirano a scrivere il suo primo romanzo L'évangile selon Satan, che viene pubblicato in Francia nel 2007 dalla casa editrice Éditions Anne Carrière. Il romanzo ha un grande successo in Francia dove vende più di 200 000 copie e gli permette di vincere il Prix Maison de la Presse. In Italia il libro viene pubblicato il 27 marzo 2008 dalla Casa Editrice Nord con il titolo Il Vangelo secondo Satana.
Nel marzo del 2008 in Francia viene pubblicato il seguito del suo primo libro, intitolato L'Apocalypse selon Marie. In Italia il libro viene pubblicato l'11 giugno 2009, con il titolo L'Apocalisse secondo Marie (Casa Editrice Nord).
Nel 2010 pubblica in Francia Retour à Rédemption, pubblicato in Italia il 15 settembre 2011 con il titolo Giuramento di sangue (Casa Editrice Nord).

## Romanzi
- Il Vangelo secondo Satana (L'évangile selon Satan - in Francia nel 2007, - in Italia nel 2008)
- L'Apocalisse secondo Marie (L'Apocalypse selon Marie - in Francia nel 2008, - in Italia nel 2009)
- Giuramento di sangue, (Retour à Rédemption - in Francia nel 2010, - in Italia nel 2011)